# 布蘭登堡-安斯巴赫的索菲 (1614-1646)
布蘭登堡-安斯巴赫的索菲（德語：Sophie von Brandenburg-Ansbach，1614年6月10日—1646年11月23日）是安斯巴赫藩侯約阿希姆·恩斯特的女兒，母親是索爾姆斯-勞巴赫的索菲。

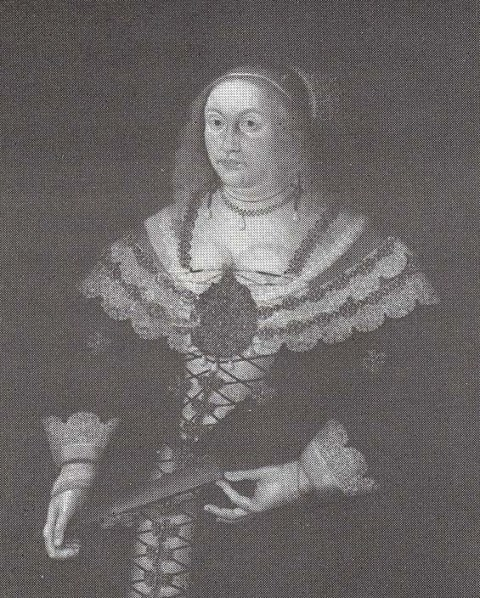
布蘭登堡-安斯巴赫的索菲

1641年，索菲與伯父拜律特藩侯克里斯蒂安之子埃爾德曼·奧古斯特結婚，兩人的獨子克里斯蒂安·恩斯特於1644年出生。